# Canyon Lake (sjö i Antarktis)
Canyon Lake är en sjö i Antarktis. Den ligger i Östantarktis. Australien gör anspråk på området. Canyon Lake ligger 119 meter över havet.